# GroupMe
 (août 2020).
Si vous disposez d'ouvrages ou d'articles de référence ou si vous connaissez des sites web de qualité traitant du thème abordé ici, merci de compléter l'article en donnant les références utiles à sa vérifiabilité et en les liant à la section « Notes et références ».
GroupMe est une application de messagerie instantanée détenue par Microsoft. 

## Historique
GroupMe a été fondée par Jared Hecht et Steve Martocci en 2010 puis est rachetée un an après sa création par Microsoft.